# Fontenelle (Territoire de Belfort)
Pour les articles homonymes, voir Fontenelle (homonymie).
 (juillet 2017).
Si vous disposez d'ouvrages ou d'articles de référence ou si vous connaissez des sites web de qualité traitant du thème abordé ici, merci de compléter l'article en donnant les références utiles à sa vérifiabilité et en les liant à la section « Notes et références ».
Fontenelle est une commune française située dans le département du Territoire de Belfort, la région culturelle et historique de Franche-Comté et la région administrative Bourgogne-Franche-Comté. 
Ses habitants sont appelés les Fontenellois.

## Géographie
Le village, qui compte 135 habitants, est à l'écart des routes principales, ce qui lui a permis de conserver un caractère champêtre. Son territoire est arrosé par deux petites rivières : La Madeleine et l'Autruche. Un moulin, actionné par l'Autruche, fonctionnait autrefois.

### Climat
Pour des articles plus généraux, voir Climat de la Bourgogne-Franche-Comté et Climat du Territoire de Belfort.
En 2010, le climat de la commune est de type climat des marges montargnardes, selon une étude du Centre national de la recherche scientifique s'appuyant sur une série de données couvrant la période 1971-2000. En 2020, Météo-France publie une typologie des climats de la France métropolitaine dans laquelle la commune est exposée à un climat semi-continental et est dans la région climatique  Vosges, caractérisée par une pluviométrie très élevée (1 500 à 2 000 mm/an) en toutes saisons et un hiver rude (moins de 1 °C). 
Pour la période 1971-2000, la température annuelle moyenne est de 9,8 °C, avec une amplitude thermique annuelle de 17,5 °C. Le cumul annuel moyen de précipitations est de 1 107 mm, avec 12,1 jours de précipitations en janvier et 10,3 jours en juillet. Pour la période 1991-2020, la température moyenne annuelle observée sur la station météorologique de Météo-France la plus proche, « Novillard_sapc », sur la commune de Novillard à 2 km à vol d'oiseau, est de 10,7 °C et le cumul annuel moyen de précipitations est de 909,2 mm. 
La température maximale relevée sur cette station est de 38 °C, atteinte le 4 août 2022 ; la température minimale est de −18,1 °C, atteinte le 20 décembre 2009,,. 
Les paramètres climatiques de la commune ont été estimés pour le milieu du siècle (2041-2070) selon différents scénarios d'émission de gaz à effet de serre à partir des nouvelles projections climatiques de référence DRIAS-2020. Ils sont consultables sur un site dédié publié par Météo-France en novembre 2022.

## Urbanisme

### Typologie
Au 1er janvier 2024, Fontenelle est catégorisée commune rurale à habitat dispersé, selon la nouvelle grille communale de densité à sept niveaux définie par l'Insee en 2022.
Elle est située hors unité urbaine. Par ailleurs la commune fait partie de l'aire d'attraction de Belfort, dont elle est une commune de la couronne,. Cette aire, qui regroupe 91 communes, est catégorisée dans les aires de 50 000 à moins de 200 000 habitants,.

### Occupation des sols
L'occupation des sols de la commune, telle qu'elle ressort de la base de données européenne d’occupation biophysique des sols Corine Land Cover (CLC), est marquée par l'importance des territoires agricoles (73,6 % en 2018), en diminution par rapport à 1990 (77,5 %). La répartition détaillée en 2018 est la suivante : 
prairies (40,9 %), zones agricoles hétérogènes (30,9 %), forêts (26,4 %), terres arables (1,8 %). L'évolution de l’occupation des sols de la commune et de ses infrastructures peut être observée sur les différentes représentations cartographiques du territoire : la carte de Cassini (XVIIIe siècle), la carte d'état-major (1820-1866) et les cartes ou photos aériennes de l'IGN pour la période actuelle (1950 à aujourd'hui).

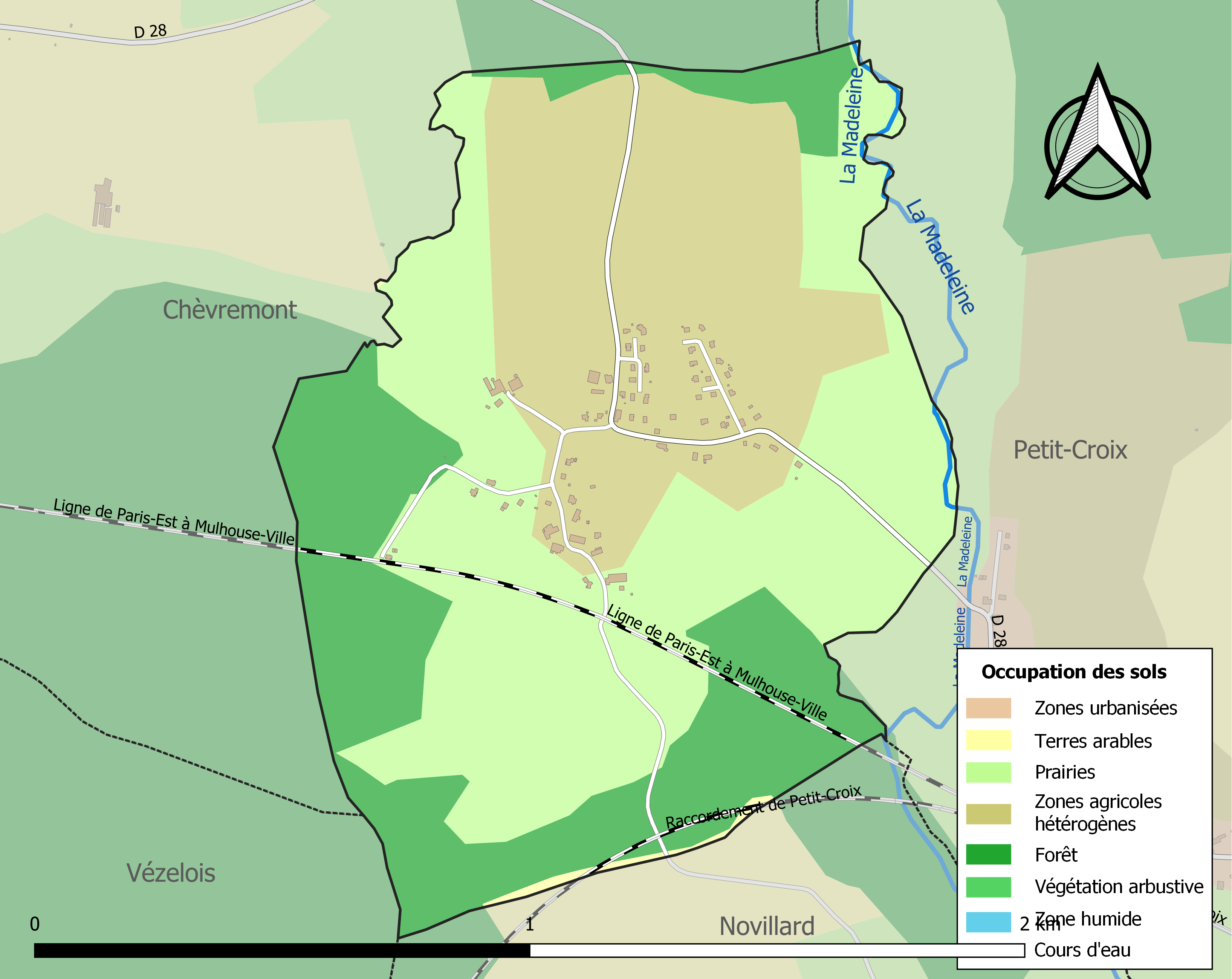
Carte des infrastructures et de l'occupation des sols de la commune en 2018 (CLC).

## Toponymie
Le nom du village est Fontonel en 1576 et Fontenelle en 1793.

## Histoire
On ne trouve mention de son nom dans les archives qu'à partir de 1458. La localité fait alors partie de la mairie de la Haute-Assise qui incluait aussi Chèvremont, Petit-Croix et une partie de Bessoncourt.
En 1608, Jean Besançon, bourgeois de Belfort, acquiert le fief de Fontenelle que ses descendants conserveront jusqu'à la Révolution.

## Politique et administration
| Période                                  | Période  | Identité           | Étiquette | Qualité |
| ---------------------------------------- | -------- | ------------------ | --------- | ------- |
| Les données manquantes sont à compléter. |          |                    |           |         |
| mars 2008                                | En cours | Jean-Claude Mougin |           |         |

## Population et société

### Démographie
L'évolution du nombre d'habitants est connue à travers les recensements de la population effectués dans la commune depuis 1793. Pour les communes de moins de 10 000 habitants, une enquête de recensement portant sur toute la population est réalisée tous les cinq ans, les populations de référence des années intermédiaires étant quant à elles estimées par interpolation ou extrapolation. Pour la commune, le premier recensement exhaustif entrant dans le cadre du nouveau dispositif a été réalisé en 2006.

En 2022, la commune comptait 135 habitants, en évolution de +3,05 % par rapport à 2016 (Territoire de Belfort : −2,78 %, France hors Mayotte : +2,11 %).
| 1793 | 1800 | 1806 | 1821 | 1831 | 1836 | 1841 | 1846 | 1851 |
| ---- | ---- | ---- | ---- | ---- | ---- | ---- | ---- | ---- |
| 63   | 63   | 76   | 84   | 89   | 85   | 89   | 86   | 90   |

| 1856 | 1861 | 1866 | 1872 | 1876 | 1881 | 1886 | 1891 | 1896 |
| ---- | ---- | ---- | ---- | ---- | ---- | ---- | ---- | ---- |
| 110  | 99   | 95   | 101  | 103  | 81   | 85   | 83   | 78   |

| 1901 | 1906 | 1911 | 1921 | 1926 | 1931 | 1936 | 1946 | 1954 |
| ---- | ---- | ---- | ---- | ---- | ---- | ---- | ---- | ---- |
| 88   | 75   | 78   | 73   | 61   | 49   | 65   | 62   | 68   |

| 1962 | 1968 | 1982 | 1990 | 1999 | 2006 | 2011 | 2016 | 2021 |
| ---- | ---- | ---- | ---- | ---- | ---- | ---- | ---- | ---- |
| 44   | 52   | 115  | 118  | 111  | 112  | 154  | 131  | 131  |

| 2022 | - | - | - | - | - | - | - | - |
| ---- | - | - | - | - | - | - | - | - |
| 135  | - | - | - | - | - | - | - | - |

### Personnalités liées à la commune
- Jean-Louis Choisel, né à Montbéliard, Doubs, fondateur de l'association Les Croqueurs de pommes et de son bulletin de liaison, poète, peintre, pomologue et auteur (dont les paroles d'une chanson sur Fontenelle, interprétée par le chanteur Roger Serge). Il a créé une méthode informatique pour aider à identifier quelques milliers de variétés anciennes méritantes de pommes, poires, coings et prunes. Il a écrit des articles et ouvrages pomologiques ainsi que des mémoires pour la Société d'Émulation de Montbéliard. Il a élaboré un projet sur l'implantation des anciennes maisons, vergers et vignes du Pays de Montbéliard et du Territoire de Belfort pour l'Eco-Musée de Nancray. Dès son arrivée en Touraine pour cause d'emploi, il a fondé la section des Croqueurs de Pommes de Touraine (le verger de sauvegarde qu'il y a créé porte son nom), puis l'association "Les Amis de la Géline de Touraine", race de poule en voie de disparition. En 2014 il a écrit un mémoire sur le château et le zoo de Beaujardin à Tours. En 2015, par devoir de mémoire, il a lancé la diffusion de l'insigne du 36e bataillon des chars de combat qui était en attente au sein du 506e régiment des chars de combat de Besançon depuis 1939. Le 36e BCC a combattu avec courage en juin 1940, dans les départements de la Marne et de l'Aisne.

## Lieux et monuments
- Le monument aux morts.
- Les maisons à colombages.
- La chapelle Saint-Joseph dans le bâtiment de la mairie. Travaux de 1866 à 1869.

## Pour approfondir